# Dicranota fenderi
Dicranota (Rhaphidolabis) fenderi là một loài ruồi trong họ Pediciidae. Chúng phân bố ở vùng sinh thái Nearctic.